# Bianca Bellová
Bianca Bellová (ur. 1970 w Pradze) – czeska pisarka i tłumaczka. 

## Życiorys
Urodziła się w 1970 roku w Pradze w rodzinie o bułgarskich korzeniach. Ukończyła studia na Wyższej Szkole Ekonomicznej w Pradze.
Pisała od dzieciństwa, lecz w trakcie studiów porzuciła to zajęcie. Powróciła do pisania, gdy zaczęła wychowywać swoje dzieci. Jej pierwsza powieść Green Curry nie znalazła wydawcy. Zadebiutowała w 2009 roku powieścią Sentimentální román, w której opisuje dorastanie pod koniec okresu komunizmu. Książkę początkowo odrzuciło kilku wydawców. Dwa lata później ukazała się jej druga powieść Mrtvý muž, która łącząc cynizm z elementami humoru opisuje historię straumatyzowanej rodziny w Czechosłowacji lat 70. i 80. Książka została doceniona przez krytykę. Kolejna powieść Bellovej, Celý den se nic nestane (2013), to z pozoru banalna historia o relacjach i niewierności, rozgrywająca się w hotelu w trakcie przygotowań do stypy, w której cynicznie piętrzą się fale spontanicznych dialogów i częstych monologów.
Choć jej pierwsze publikacje cieszyły się przychylnością odbiorców, przełomową dla jej kariery była czwarta powieść, Jezioro (2016). Jest to historia dorastania młodego bohatera, który walczy o autonomię i jednocześnie poszukuje korzeni w zniszczonym krajobrazie rodzinnych stron w okolicach złowrogiego, wysychającego jeziora. Książka została wyróżniona czeską nagrodą Magnesia Litera Książka Roku (2017), Europejską Nagrodą Literacką (2017) i nagrodą studencką Česká kniha, a polski przekład autorstwa Anny Radwan-Żbikowskiej zdobył nominację do Literackiej Nagrody Europy Środkowej „Angelus”. Powieść ukazała się w trzynastu językach, a prawa sprzedano do ponad dwudziestu krajów. 
Jej kolejna powieść, Mona (2019), jest historią pielęgniarki Mony, która opiekuje się żołnierzami w tymczasowym szpitalu w nieokreślonym państwie na Bliskim Wschodzie. Tak jak w przypadku Jeziora, Bellová zbudowała tu tajemniczą, opresyjną atmosferę pełną mroku.
Pracuje jako tłumaczka symultaniczna z języka angielskiego.
Mieszka w Pradze. Wraz z mężem, brytyjskim wokalistą Adrianem T. Bellem, wychowuje trójkę dzieci.

## Twórczość
- 2009: Sentimentální román
- 2011: Mrtvý muž
- 2013: Celý den se nic nestane
- 2016: Jezero, wyd. pol.: Jezioro. Anna Radwan-Żbikowska (tłum.). Wrocław: Wydawnictwo Afera, 2018. ISBN 978-83-65707-15-4. Brak numerów stron w książce
- 2019: Mona, wyd. pol.: Mona. Anna Radwan-Żbikowska (tłum.). Wydawnictwo Afera, 2020. ISBN 978-83-65707-34-5. Brak numerów stron w książce